# Bachalli, Sakleshpur
Bachalli là một làng thuộc tehsil Sakleshpur, huyện Hassan, bang Karnataka, Ấn Độ.